# Jeux de chien jeux de vilain
 (mars 2018).
Si vous disposez d'ouvrages ou d'articles de référence ou si vous connaissez des sites web de qualité traitant du thème abordé ici, merci de compléter l'article en donnant les références utiles à sa vérifiabilité et en les liant à la section « Notes et références ».
Pour plus de détails, voir Fiche technique et Distribution.
Jeux de chien jeux de vilain (Tweet and Lovely) est un dessin animé de la série Merrie Melodies réalisé par Friz Freleng et sorti en 1959.

## Synopsis
Le chat Grosminet déploie des inventions de plus en plus abracadabrantes pour tenter de capturer le canaris Titi, mais celui-ci peut compter sur la protection de Spike le chien qui semble pouvoir déjouer tout les pièges de Grominet.

## Fiche technique
- Réalisation : Friz Freleng
- Scénario : Warren Foster
- Musique : Milt Franklyn

## Voix
- Mel Blanc : Titi et Grosminet

Version Française
- Patricia Legrand : Titi
- Patrick Préjean : Grosminet
- Bernard Métraux : Annonceur